# Imagine (canção de John Lennon)
"Imagine" é uma canção do músico inglês John Lennon do seu álbum homônimo de 1971. O single mais vendido de sua carreira solo, a letra incentiva os ouvintes a imaginar um mundo de paz, sem materialismo, sem fronteiras separando nações e sem religião. Pouco antes de sua morte, Lennon disse que grande parte da letra e do conteúdo da música veio de sua esposa, Yoko Ono, e em 2017, ela recebeu um crédito de coautoria.   
Lennon e Ono co-produziram a música com Phil Spector. As gravações começaram no estúdio de Lennon em Tittenhurst Park, Inglaterra, em maio de 1971, com os overdubs finais ocorrendo no Record Plant, na cidade de Nova York, em julho. Em outubro, Lennon lançou "Imagine" como single nos Estados Unidos, onde alcançou a terceira posição na Billboard Hot 100. A música foi lançada pela primeira vez como single na Grã-Bretanha em 1975, para promover a coletânea Shaved Fish, e alcançou a sexta posição na UK Singles Chart naquele ano. Mais tarde, chegou ao topo das paradas após o assassinato de Lennon em 1980.
“Imagine” tem sido consistentemente elogiada desde seu lançamento, ao mesmo tempo em que gera controvérsia devido às suas letras. A BMI nomeou "Imagine" uma das 100 músicas mais tocadas do século XX. Em 1999, foi classificada como número 30 na lista da RIAA das 365 "Músicas do Século", ganhou um Grammy Hall of Fame Award e foi introduzida no Hall da Fama do Rock and Roll das "500 Músicas que Moldaram o Rock and Roll". Uma pesquisa do Reino Unido de 2002 conduzida pelo Guinness World Records British Hit Singles Book nomeou-o o segundo melhor single de todos os tempos, enquanto a Rolling Stone o classificou em terceiro lugar em sua lista de 2004 das "500 Maiores Músicas de Todos os Tempos", reposicionado para o número 19 na revisão de 2021. Desde 2005, os organizadores do evento tocam a música pouco antes do baile de Ano Novo na Times Square, em Nova York. Em 2023, a música foi selecionada para preservação no Registro Nacional de Gravações dos Estados Unidos pela Biblioteca do Congresso por ser "culturalmente, historicamente ou esteticamente significativa".
"Imagine" vendeu mais de 1,7 milhão de cópias no Reino Unido. Mais de 200 artistas interpretaram ou fizeram covers da música, incluindo Madonna, Stevie Wonder, Joan Baez, Lady Gaga, Elton John e Diana Ross. Depois que "Imagine" foi apresentada nas Olimpíadas de Verão de 2012, a música voltou ao Top 40 do Reino Unido, alcançando a posição 18, e foi apresentada como música tema na cerimônia de abertura das Olimpíadas de Inverno de 2022. A canção continua controversa, como tem sido desde o seu lançamento, devido ao seu pedido para imaginar "nenhuma religião também". 

## Composição

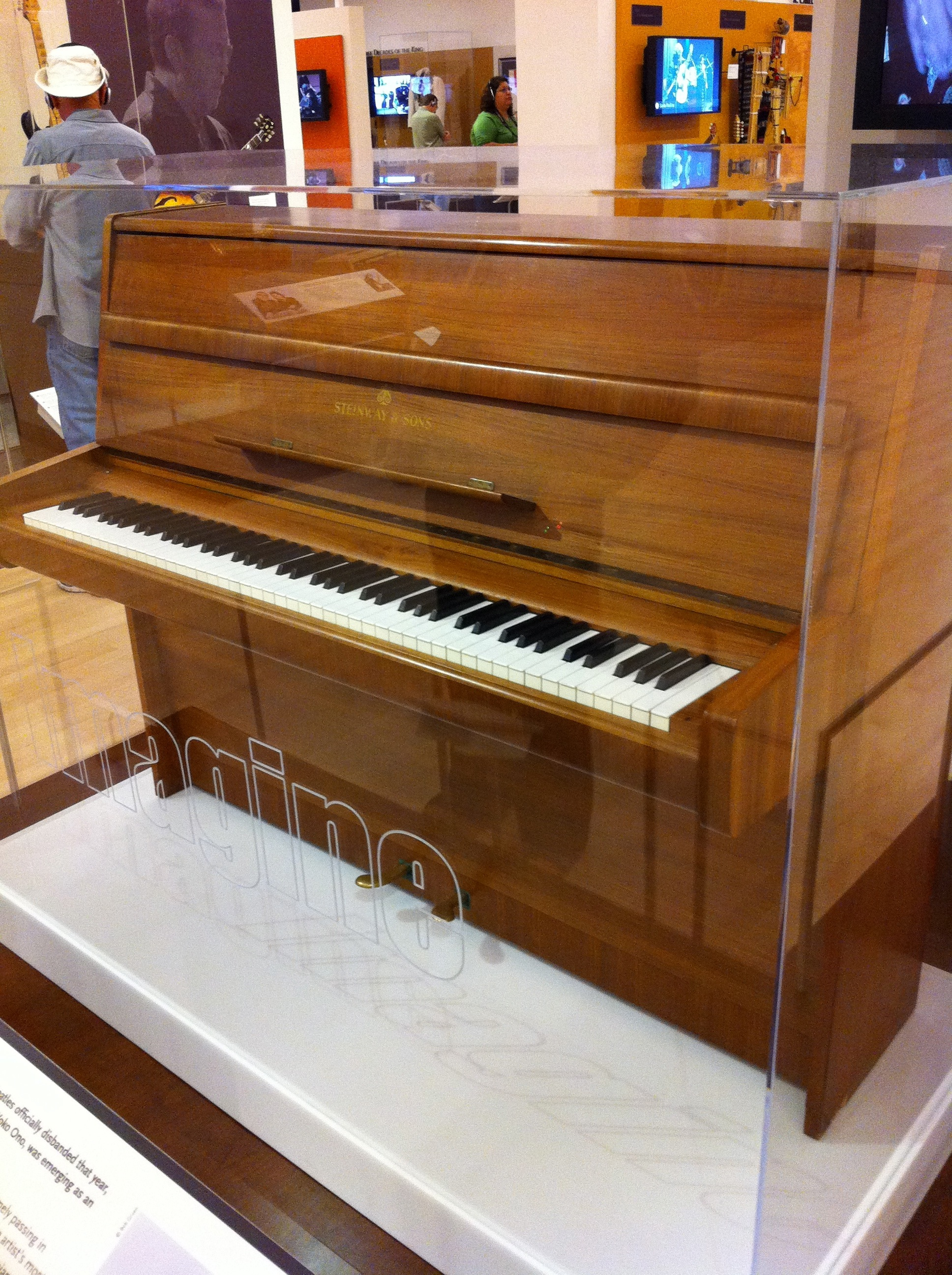
O piano Steinway de Lennon, no qual ele compôs "Imagine", foi comprado pelo cantor George Michael em 2000 para mantê-lo no Reino Unido.

Vários poemas do livro de Yoko Ono de 1964, Grapefruit, inspiraram Lennon a escrever a letra de "Imagine"  — em particular, um que a Capitol Records reproduziu na contracapa do LP original de Imagine, intitulado "Cloud Piece", diz: "Imagine as nuvens pingando, cave um buraco no seu jardim para colocá-las."  Lennon disse mais tarde que a composição "deveria ser creditada como uma música de Lennon/Ono. Muito disso — a letra e o conceito — veio de Yoko, mas naquela época eu era um pouco mais egoísta, um pouco mais machista, e meio que omiti sua contribuição, mas estava certo de Grapefruit ."  Quando questionado sobre o significado da música durante uma entrevista em dezembro de 1980 com David Sheff para a revista Playboy, Lennon disse a Sheff que Dick Gregory havia dado a Ono e a ele um livro de orações cristão, que inspirou o conceito por trás de "Imagine".
O conceito de oração positiva... Se você pode imaginar um mundo em paz, sem denominações de religião - não sem religião, mas sem essa coisa de Deus-é-maior-que-o-seu-Deus - então pode ser verdade... a Igreja Mundial me ligou uma vez e perguntou: "Podemos usar a letra de 'Imagine' e simplesmente mudá-la para 'Imagine uma religião'?" Isso me mostrou que eles não entendiam nada. Isso iria contra todo o propósito da música, toda a ideia.
Com a influência combinada de "Cloud Piece" e do livro de orações que lhe foi dado por Gregory, Lennon escreveu o que o autor John Blaney descreveu como "um hino humanístico para o povo".  Blaney escreveu: "Lennon afirma que a harmonia global está ao nosso alcance, mas apenas se rejeitarmos os mecanismos de controlo social que restringem o potencial humano."  David Fricke da Rolling Stone comentou: "[Lennon] apela à unidade e à igualdade construídas sobre a eliminação completa da ordem social moderna: fronteiras geopolíticas, religião organizada, [e] classe económica." 
Lennon declarou: "'Imagine', que diz: 'Imagine que não houvesse mais religião, nem mais país, nem mais política', é virtualmente o Manifesto Comunista, embora eu não seja particularmente comunista e não pertença a nenhum movimento."  Ele disse à NME: "Não existe um estado comunista real no mundo; você deve perceber isso. O socialismo de que falo ... [é] não da maneira como algum russo idiota poderia fazer, ou os chineses poderiam fazer. Isso pode ser adequado para eles. Nós, deveríamos ter um bom ... socialismo britânico."  Ono descreveu a declaração lírica de "Imagine" como "exatamente o que John acreditava: que somos todos um país, um mundo, um povo."  A Rolling Stone descreveu sua letra como "22 linhas de fé graciosa e franca no poder de um mundo, unido em propósito, para se reparar e mudar".  [b]
Um motivo musical original para piano, mais tarde chamado de "Peça para Piano de John", próximo ao final, foi criado em janeiro de 1969 durante as sessões de Let It Be .  Lennon terminou de compor "Imagine" em uma manhã no início de 1971, em um piano Steinway, em um quarto em sua propriedade em Tittenhurst Park, em Ascot, Berkshire, Inglaterra. Ono observou enquanto ele compunha a melodia, a estrutura dos acordes e quase todas as letras, quase completando a música em uma breve sessão de escrita.  Descrita como uma balada de piano  interpretada no gênero soft rock,  a música está na tonalidade de dó maior.  Sua introdução de piano de 4 compassos começa com um acorde de C, depois passa para Cmaj7 antes de mudar para F. Cada repetição desse padrão é completada com um riff de piano curto e distinto que ascende cromaticamente de A para B. Os versos de 12 compassos também seguem essa progressão de acordes, com seus últimos 4 compassos indo de Am/E para Dm e Dm/C, terminando com G, G11 e G7, antes de retornar para C.  Os refrões de 8 compassos progridem de Fá para Sol, depois para Dó, depois Cmaj7 e Mi antes de terminar em Mi7, um acorde de Dó que substitui Mi7 no compasso final. O outro de 4 compassos começa com F, depois G, antes de terminar em C. Com uma duração de 3 minutos e 3 segundos e uma assinatura de tempo de 4/4, o andamento da música cai em torno de 75 batidas por minuto. 

## Gravação e recepção comercial

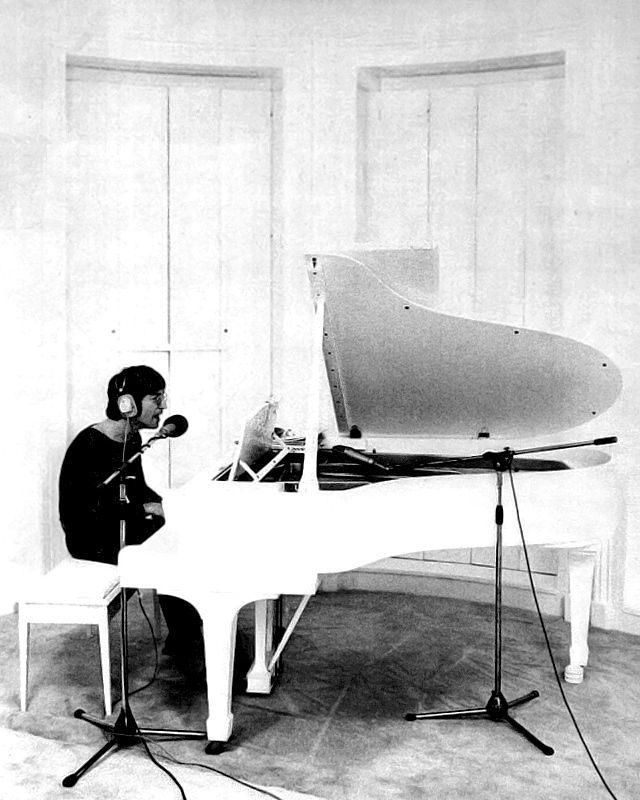
Um anúncio da Billboard de 1971 para "Imagine"

Lennon e Ono co-produziram a música e o álbum com Phil Spector, que comentou sobre a faixa: "Sabíamos o que íamos fazer... Seria John fazendo uma declaração política, mas também muito comercial... Sempre pensei que 'Imagine' fosse como o hino nacional."  Lennon descreveu seu arranjo de trabalho com Ono e Spector: "Phil não faz arranjos ou algo assim - [Ono] e Phil apenas sentam na outra sala e gritam comentários como, 'Por que você não tenta esse som' ou 'Você não está tocando piano muito bem'... Eu tenho a ideia inicial e... nós apenas encontramos um som [dali]." 
A gravação ocorreu em 27 de maio de 1971 no Ascot Sound Studios, o estúdio doméstico recém-construído de Lennon no Tittenhurst Park, com overdubs de cordas ocorrendo em 4 de julho de 1971 no Record Plant, na cidade de Nova York.  As sessões começavam no final da manhã e iam até pouco antes do jantar, no início da noite. Lennon ensinou aos músicos a progressão de acordes e um arranjo de trabalho para "Imagine", ensaiando a música até considerar os músicos prontos para gravar.  Em sua tentativa de recriar o som desejado por Lennon, Spector fez algumas gravações iniciais com Lennon e Nicky Hopkins tocando em oitavas diferentes no mesmo piano. Inicialmente, ele também tentou gravar a parte do piano com Lennon tocando o piano de cauda branco no quarto todo branco do casal. No entanto, após considerar a acústica da sala inadequada, Spector abandonou a ideia em favor do ambiente superior do estúdio caseiro de Lennon.  Eles completaram a sessão em minutos, gravando três tomadas e escolhendo a segunda para lançamento.  A gravação final contou com Lennon no piano e vocal, Klaus Voormann no baixo, Alan White na bateria e os Flux Fiddlers nas cordas.  O arranjo de cordas foi escrito por Torrie Zito. 
Lançado pela Apple Records nos Estados Unidos em outubro de 1971, "Imagine" se tornou o single mais vendido da carreira solo de Lennon.  Alcançou a terceira posição na Billboard Hot 100  e alcançou a primeira posição no Canadá na parada nacional de singles da RPM, permanecendo lá por duas semanas.   Após seu lançamento, a letra da música irritou alguns grupos religiosos, principalmente o verso: "Imagine que não existe céu".  Quando questionado sobre a música durante uma de suas últimas entrevistas, Lennon disse que a considerava uma composição tão forte quanto qualquer outra que ele havia escrito com os Beatles.  Ele descreveu o significado da canção e explicou seu apelo comercial: "Antirreligioso, antinacionalista, anticonvencional, anticapitalista, mas porque é açucarado, é aceito... Agora eu entendo o que você tem que fazer. Transmita sua mensagem política com um pouco de mel."  Em uma carta aberta a Paul McCartney publicada na Melody Maker, Lennon disse que "Imagine" era "' Working Class Hero' com açúcar para conservadores como você".  Em 30 de novembro de 1971, o LP Imagine alcançou o primeiro lugar na parada do Reino Unido.  Tornou-se o álbum de maior sucesso comercial e aclamado pela crítica da carreira solo de Lennon. 

## Filmes e relançamentos
Em 1972, Lennon e Ono lançaram um filme de 81 minutos para acompanhar o álbum Imagine, que apresentava imagens do casal em sua casa, jardim e estúdio de gravação de sua propriedade em Berkshire, no Tittenhurst Park, bem como na cidade de Nova York.  Um documentário de rock completo, a primeira cena do filme mostra Lennon e Ono caminhando por uma névoa espessa, chegando em casa enquanto a música "Imagine" começa. Acima da porta da frente da casa deles há uma placa que diz: "Isto não é aqui", o título da exposição de arte de Ono em Nova York. A próxima cena mostra Lennon sentado em um piano de cauda branco em uma sala toda branca e mal iluminada. Ono caminha gradualmente abrindo as janelas que permitem a entrada de luz, tornando o ambiente mais iluminado com o avanço da música.  Na conclusão da música, Ono senta-se ao lado de Lennon no piano; eles olham um para o outro e então se beijam brevemente. 
Várias celebridades apareceram no filme, incluindo Andy Warhol, Fred Astaire, Jack Palance, Dick Cavett e George Harrison. Ridicularizado pelos críticos como "o filme caseiro mais caro de todos os tempos", estreou para o público americano em 1972.  Em 1986, Zbigniew Rybczyński fez um videoclipe para a música e, em 1987, ganhou o prêmio "Leão de Prata" de Melhor Clipe em Cannes e o Prêmio Festival no Festival Internacional de Cinema do Rio. 
Lançada como single no Reino Unido em 1975 em conjunto com o álbum Shaved Fish, "Imagine" alcançou a sexta posição na UK Singles Chart. A fotografia na capa foi tirada por May Pang em 1974.  Após o assassinato de Lennon em 1980, o single voltou às paradas do Reino Unido, alcançando o primeiro lugar, onde permaneceu por quatro semanas em janeiro de 1981. "Imagine" foi relançado como single no Reino Unido em 1988, chegando ao número 45, e novamente em 1999, alcançando o número três.  Em junho de 2013, havia vendido mais de 1,64 milhões de cópias no Reino Unido, tornando-se o single mais vendido de Lennon naquele país.  Em 1999, no Dia Nacional da Poesia no Reino Unido, a BBC anunciou que os ouvintes votaram em "Imagine" como a letra da música favorita da Grã-Bretanha.  Em 2003, alcançou a posição 33 como lado B de um relançamento de "Happy Xmas (War Is Over)". 

## Recepção e crítica
A Rolling Stone descreveu "Imagine" como o "maior presente musical de Lennon para o mundo", elogiando "a melodia serena; a progressão suave dos acordes; [e] aquela figura convidativa de quatro notas [de piano]".  Robert Christgau chamou-o de "um hino para o Movimento e uma canção de amor para sua esposa, celebrando um Yokoísmo e um Marcusianismo simultaneamente".  A Record World disse que esta era "talvez a composição mais bonita [de Lennon] até hoje". 
Incluída em várias pesquisas de música, em 1999, a BMI a nomeou uma das 100 músicas mais tocadas do século XX.  Também naquele ano, recebeu o prêmio Grammy Hall of Fame  e uma inclusão nas 500 músicas que moldaram o Rock and Roll do Hall da Fama do Rock and Roll.  "Imagine" ficou em 23º lugar na lista dos singles mais vendidos de todos os tempos no Reino Unido, em 2000.  Em 2002, uma pesquisa do Reino Unido conduzida pelo Guinness World Records British Hit Singles Book classificou-o como o segundo melhor single de todos os tempos, atrás de "Bohemian Rhapsody" do Queen.  A Gold Radio classificou a música como número três em sua lista dos "1000 maiores sucessos da Gold". 
A Rolling Stone classificou "Imagine" em terceiro lugar em sua lista das "500 melhores canções de todos os tempos", descrevendo-a como "um hino duradouro de consolo e promessa que nos levou através da dor extrema, desde o choque da morte de Lennon em 1980 até o horror indizível de 11 de setembro. Agora é impossível imaginar um mundo sem 'Imagine', e precisamos dela mais do que ele jamais sonhou."  Apesar desse sentimento, a Clear Channel Communications (hoje conhecida como iHeartMedia) incluiu a canção em sua lista de "não tocar" pós-11 de setembro.  [c]
Em 1 de janeiro de 2005, a Canadian Broadcasting Corporation nomeou "Imagine" a melhor música dos últimos 100 anos, conforme votado pelos ouvintes do programa 50 Tracks.  A canção ficou em 30º lugar na lista da Recording Industry Association of America das 365 canções do século com maior significado histórico.  A Virgin Radio realizou uma pesquisa sobre as músicas favoritas do Reino Unido em dezembro de 2005, e os ouvintes votaram em "Imagine" como número um.  Os australianos a selecionaram como a melhor música de todos os tempos no programa de contagem regressiva 20 to 1 da Nine Network em 12 de setembro de 2006. Eles votaram em décimo primeiro lugar na lista das 100 mais quentes de todos os tempos da rede de rádio jovem Triple J em 11 de julho de 2009. 

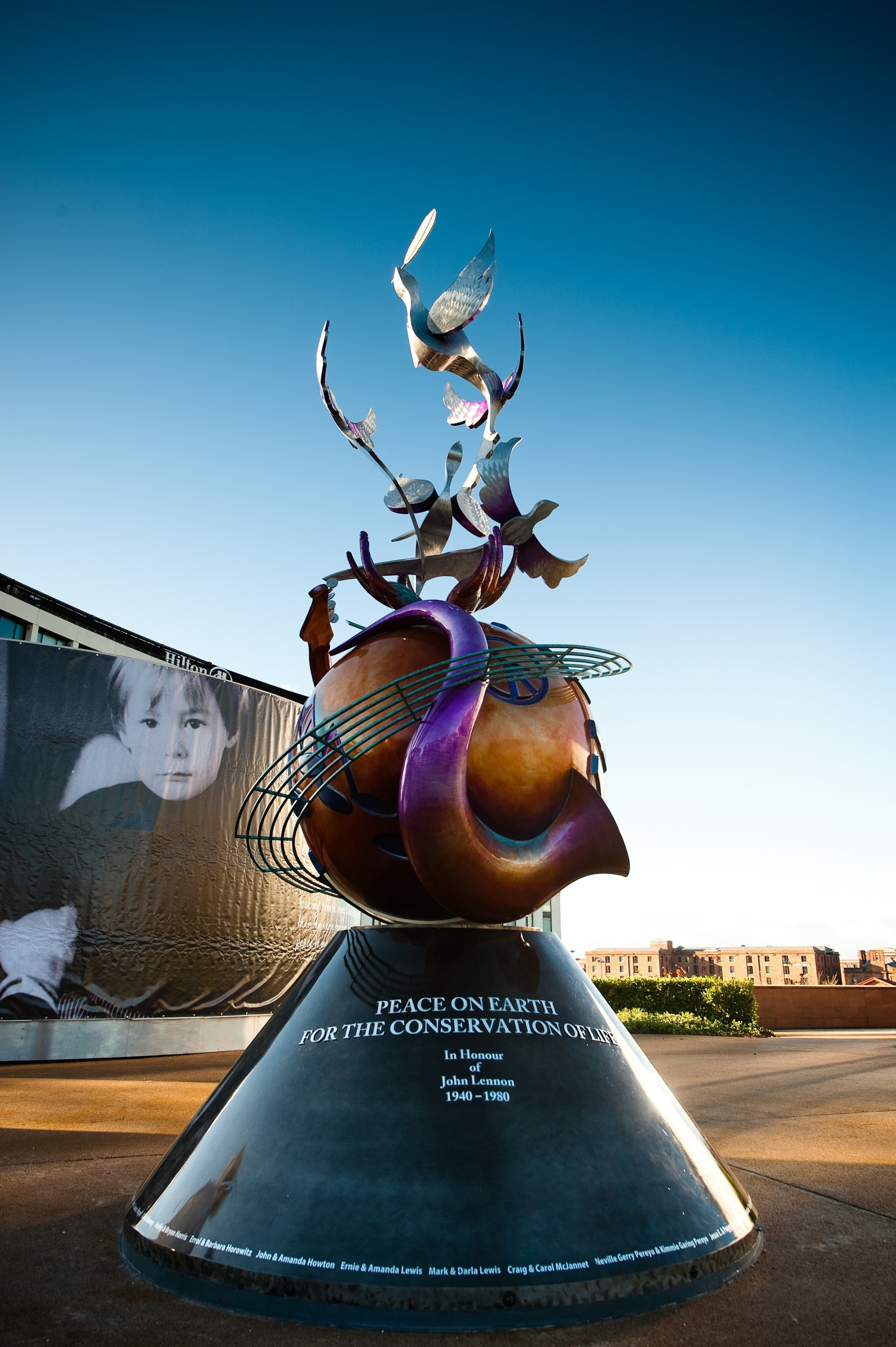
Paz e Harmonia, Monumento à Paz de John Lennon em Liverpool

O ex-presidente dos EUA Jimmy Carter disse: "em muitos países ao redor do mundo — minha esposa e eu visitamos cerca de 125 países — você ouve a música 'Imagine' de John Lennon usada quase igualmente com hinos nacionais."  [d] Em 9 de outubro de 2010, que seria o 70º aniversário de Lennon, o Liverpool Singing Choir cantou "Imagine" junto com outras canções de Lennon na inauguração do Monumento à Paz de John Lennon no Parque Chavasse, Liverpool.  O produtor dos Beatles, George Martin, elogiou o trabalho solo de Lennon, destacando a composição: "Minha música favorita de todas foi 'Imagine '".  O crítico musical Paul Du Noyer descreveu "Imagine" como a canção "mais reverenciada" de Lennon pós-Beatles.  Os autores Ben Urish e Ken Bielen chamaram-na de "a canção pop mais subversiva gravada a atingir o estatuto de clássica".  Fricke comentou: "'Imagine' é uma canção sutilmente controversa, a maior conquista combinada de Lennon como baladeiro e agitador." 
Urish e Bielen criticaram a música instrumental da canção como excessivamente sentimental e melodramática, comparando-a à música da era pré-rock e descrevendo a melodia vocal como discreta.  Segundo Blaney, as letras de Lennon descrevem possibilidades hipotéticas que não oferecem soluções práticas; letras que são às vezes nebulosas e contraditórias, pedindo ao ouvinte que abandone sistemas políticos enquanto encoraja um semelhante ao comunismo .  O autor Chris Ingham indicou a hipocrisia de Lennon, o astro do rock milionário que vivia em uma mansão, encorajando os ouvintes a imaginarem viver suas vidas sem posses,  um sentimento que Elvis Costello ecoou em seu single de 1991 "The Other Side of Summer".  [e] Outros argumentam que Lennon pretendia que a letra da canção inspirasse os ouvintes a imaginar se o mundo poderia viver sem posses, e não como um apelo explícito para desistir delas.  Blaney comentou: "Lennon sabia que não tinha nada de concreto a oferecer, então, em vez disso, ele oferece um sonho, um conceito a ser construído." 
Blaney considerou a canção "cheia de contradições. Seu cenário semelhante a um hino se encaixa desconfortavelmente ao lado do apelo de seu autor para que imaginemos um mundo sem religião".  Urish e Bielen descreveram o "mundo dos sonhos" de Lennon, sem céu ou inferno, como um chamado para "fazer o melhor mundo que pudermos aqui e agora, já que isso é tudo o que é ou será".  Na opinião deles, “porque nos é pedido apenas que imaginemos — que joguemos um jogo de ‘e se’ — Lennon consegue escapar às críticas mais duras”.  O ex-Beatle Ringo Starr defendeu a letra da música durante uma entrevista de 1981 com Barbara Walters, afirmando: "[Lennon] disse 'imagine', só isso. Apenas imagine." 
Os colaboradores do Stereogum Timothy e Elizabeth Bracy não incluíram "Imagine" como uma das 10 melhores músicas solo de Lennon, dizendo que "a espantosa facilidade de Lennon para escrever ganchos instantaneamente memoráveis encontra de frente sua fraqueza ocasional para polêmicas bajuladoras em 'Imagine', resultando em uma melodia que todos podem cantar junto, mesmo que muitos não consigam acreditar na banalidade banal das letras em questão. Esta é mais uma prova da capacidade de Lennon como um mestre artesão, mas não necessariamente a torna uma ótima música ou uma que envelheceu bem além de sua safra." 
Na manhã seguinte aos ataques de Paris em novembro de 2015, o pianista alemão Davide Martello levou um piano de cauda para a rua em frente ao Bataclan, onde 89 espectadores  tinham sido mortos a tiro na noite anterior, e apresentou uma versão instrumental para homenagear as vítimas dos ataques; o vídeo da sua apresentação tornou-se viral.   Isso levou Katy Waldman, da Slate, a refletir sobre o motivo pelo qual "Imagine" passou a ser tocada com tanta frequência como resposta à tragédia. Além de sua popularidade geral, ela destacou sua simplicidade musical, sua tonalidade de dó maior, "a tonalidade mais simples e menos complicada, sem sustenidos ou bemóis", além de uma passagem com "um acorde de sétima maior lamentoso que permite um pouquinho de mi menor na tônica". Essa parte do piano, "suave como uma cadeira de balanço", sustenta letras que, segundo Waldman, "[pertencem] à tradição de hinos ou cânticos espirituais que visualizam uma vida após a morte gloriosa sem profetizar qualquer fim imediato para o sofrimento na Terra". Esse entendimento também é agravado pelo contexto histórico da morte violenta do próprio Lennon, "lembrando-nos de que o universo pode atropelar pessoas idealistas". Em última análise, a canção “captura a fragilidade da nossa esperança após um evento violento ou destrutivo ... [mas] também revela a sua tenacidade”. 
Em junho de 2017, a US National Music Publishers Association concedeu a "Imagine" o Centennial Song Award e reconheceu o desejo de Lennon de adicionar Yoko Ono como coautora da canção.  
“Imagine” foi selecionado pela Biblioteca do Congresso para preservação no Registro Nacional de Gravações em 2023. 

## Performances e versões cover
Elton John cantou a música regularmente em sua turnê mundial em 1980, inclusive em seu show gratuito no Central Park, a poucos quarteirões do apartamento de Lennon no The Dakota.  Em 9 de dezembro de 1980, um dia após o assassinato de Lennon, o Queen cantou "Imagine" como uma homenagem a ele durante seu show na Wembley Arena, em Londres.  Em 1983, David Bowie apresentou-a em Hong Kong durante sua Serious Moonlight Tour, no terceiro aniversário da morte de Lennon.  Em 9 de outubro de 1990, mais de um bilhão de pessoas ouviram a transmissão da música no que seria o 50º aniversário de Lennon.  Ratau Mike Makhalemele fez um cover da música em um EP de covers de Lennon em 1990.  Em 1991-92, Liza Minnelli cantou a música em seu show no Radio City Music Hall.  Stevie Wonder fez sua interpretação da música, com o Morehouse College Glee Club, durante a cerimônia de encerramento dos Jogos Olímpicos de Verão de 1996, como uma homenagem às vítimas do atentado ao Centennial Olympic Park.  Em 2001, Neil Young a apresentou durante o concerto beneficente America: A Tribute to Heroes.  Madonna cantou "Imagine" durante o evento beneficente Tsunami Aid: A Concert of Hope.  [f] Peter Gabriel cantou a música durante a cerimônia de abertura dos Jogos Olímpicos de Inverno de 2006.  Herman Cain, então CEO da Godfather's Pizza, fez uma paródia de "Imagine", identificada como "Imagine There's No Pizza", antes do Omaha Press Club em 1991, que se tornou um vídeo viral quando ele concorreu à presidência dos Estados Unidos 20 anos depois.  

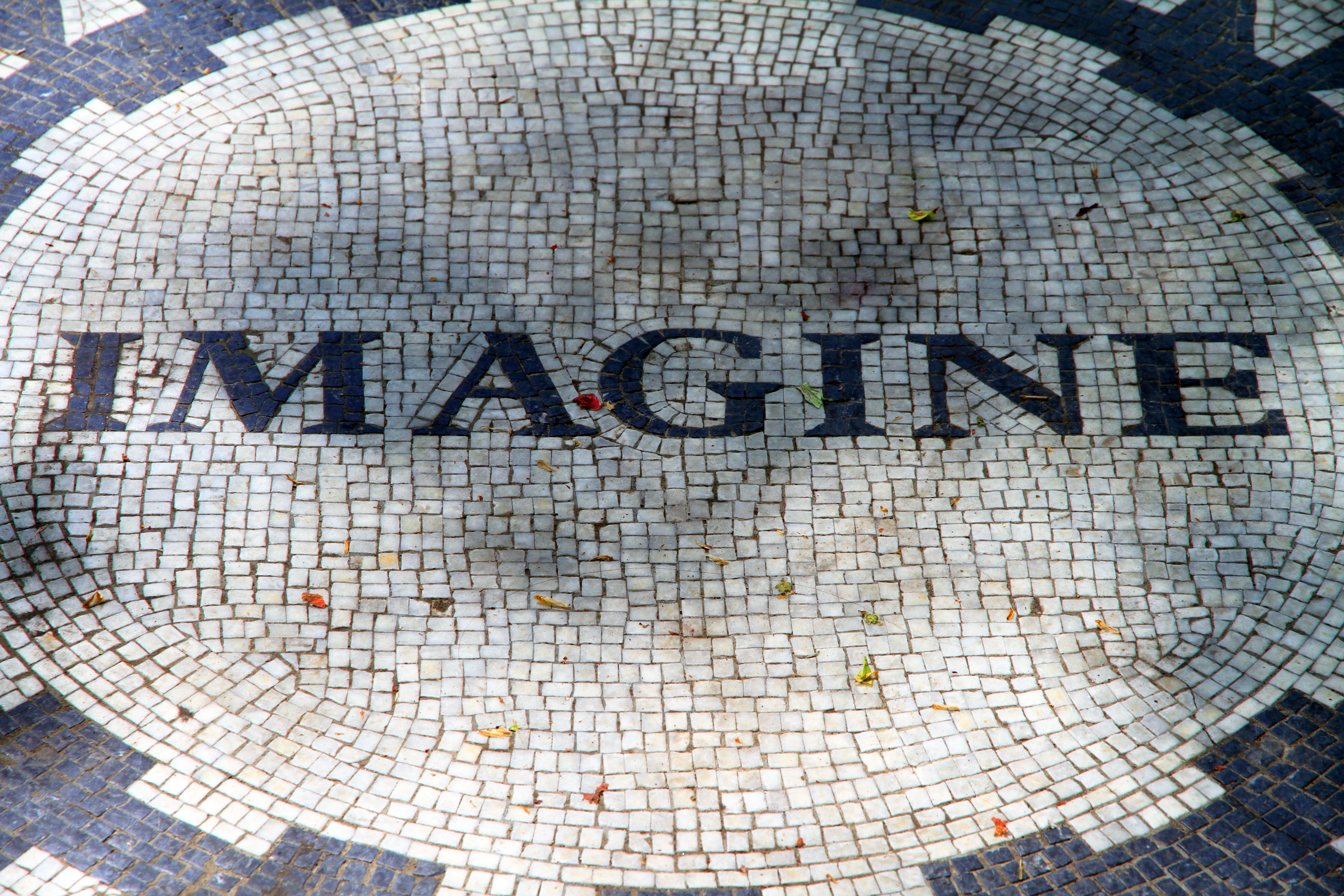
Strawberry Fields Memorial no Central Park em homenagem a John Lennon com a palavra "Imagine" escrita nele

Desde 2005, "Imagine" é tocada às 23h55 antes da queda da bola na véspera de Ano Novo na Times Square, em Nova York.  A partir de 2010, a música foi tocada ao vivo pelo artista principal; primeiro por Taio Cruz, depois em 2011 por CeeLo Green, em 2012 por Train, em 2013 por Melissa Etheridge, em 2014 por OAR, em 2015 por Jessie J, em 2016 por Rachel Platten, em 2017 por Andy Grammer, em 2018 por Bebe Rexha, em 2019 por X Ambassadors, em 2020 por Andra Day, em 2021 por KT Tunstall, em 2022 por Chelsea Cutler, em 2023 por Paul Anka e em 2024 por Mickey Guyton. No entanto, Green recebeu críticas por mudar a letra "e nenhuma religião também" para "e todas as religiões verdadeiras", resultando em uma reação imediata dos fãs que acreditavam que ele havia desrespeitado o legado de Lennon ao mudar a letra de sua música mais icônica.  Green defendeu a mudança dizendo que ela representaria "um mundo [onde você] poderia acreditar no que [você] quisesse".  O evento atraiu a atenção da mídia fora dos EUA, com o The Guardian da Grã-Bretanha afirmando que "as letras originais de Lennon não elogiam o pluralismo ou verdades religiosas intercambiáveis - elas as condenam". 
Vários artistas gravaram versões cover de "Imagine".  Joan Baez incluiu-o em Come from the Shadows de 1972 e Diana Ross gravou uma versão para seu álbum de 1973, Touch Me in the Morning.  Em 1995, Blues Traveler gravou a música para o álbum Working Class Hero: A Tribute to John Lennon  e Dave Matthews tocou a música ao vivo com eles.  A cantora e guitarrista americana Eva Cassidy gravou uma versão para seu álbum de 2002 com o mesmo nome;  esta versão não conseguiu chegar ao top 100 no Reino Unido, mas alcançou a posição 35 na parada indie do Reino Unido.  Dolly Parton gravou a música para seu álbum de covers de 2005 Those Were the Days.  David Archuleta alcançou a posição 36 nos EUA e a posição 31 no Canadá com sua interpretação.  Uma versão cover da música, interpretada pelo cantor italiano Marco Carta, entrou no top 20 na Itália em 2009, chegando ao número 13. 
Seal, Pink, India.Arie, Jeff Beck, Konono Nº1, Oumou Sangaré e outros gravaram uma versão para o álbum de 2010 de Herbie Hancock, The Imagine Project.  Em fevereiro de 2011, a gravação ganhou um prêmio Grammy de Melhor Colaboração Vocal Pop. 
"Imagine" foi apresentada como parte da cerimônia de encerramento dos Jogos Olímpicos de Verão de 2012 . Interpretada pelo Liverpool Philharmonic Youth Choir e pelo Liverpool Signing Choir, os coros cantaram o primeiro verso e acompanharam os vocais originais de Lennon durante o resto da música.  [g] Um cover executado por Emeli Sandé também foi usado pela BBC para uma montagem de encerramento que encerrou sua cobertura.  "Imagine" posteriormente voltou ao Top 40 do Reino Unido, alcançando a posição 18. 
Em 2014, para comemorar os 25 anos da Convenção sobre os Direitos da Criança do UNICEF, a organização lançou uma iniciativa usando a música. Artistas como Ono, Hugh Jackman e ABBA anunciaram a iniciativa em um evento na Assembleia Geral da ONU em Nova York, com a intenção de espalhar a mensagem de que toda voz importa. Para isso, várias celebridades e cantores gravaram versões cover da música, que podem ser reproduzidas em um aplicativo para download para que pessoas ao redor do mundo cantem virtualmente com as celebridades e depois compartilhem os vídeos nas redes sociais com hashtags relacionadas. 
Em 2015, a cantora e compositora americana Lady Gaga cantou a música na cerimônia de abertura dos Jogos Europeus de 2015. A música foi tocada para 70.000 pessoas em Bacu, Azerbaijão, que serviu como anfitrião do evento.  Em 2018, a música foi apresentada na cerimônia de abertura dos Jogos Olímpicos de Inverno de 2018 em Pyeongchang (Coreia do Sul).  No mesmo ano, Yoko Ono lançou uma versão solo da música, a primeira desde que recebeu crédito como co-autora. 
Em 2020, em meio aos primeiros lockdowns da COVID-19, Gal Gadot e várias outras celebridades apresentaram uma versão online da música com o objetivo de elevar o moral diante da pandemia.  A performance foi mal recebida pelo público, muitos dos quais a criticaram por ser uma mensagem insensível de um grupo de socialites e membros da elite internacional que não foram afetados pela pandemia.   Em junho de 2020, o ator Chris O'Dowd, que apareceu na versão online da música, disse que as críticas ao projeto eram "justificadas", referindo-se ao vídeo como "diarreia criativa". 
Uma versão pré-gravada da música interpretada por John Legend, Keith Urban, Alejandro Sanz e Angélique Kidjo, com arranjo musical de Hans Zimmer, foi apresentada na cerimônia de abertura dos Jogos Olímpicos de Verão de 2020 em Tóquio em julho de 2021,  e outra versão cover pré-gravada novamente como música tema na cerimônia de abertura dos Jogos Olímpicos de Inverno de 2022 em Pequim em fevereiro de 2022. 
Durante a invasão russa da Ucrânia em 2022, o filho de Lennon, Julian Lennon, fez pela primeira vez um cover da música de seu pai, convocando os líderes mundiais e todos que acreditam no sentimento de esperança e paz da música a defender os refugiados. 
Garth Brooks e Trisha Yearwood fizeram um cover da música em novembro de 2023 durante o funeral da ex-primeira-dama dos Estados Unidos, Rosalynn Carter. Em 9 de janeiro de 2025, Brooks e Yearwood fizeram um cover da música novamente durante o funeral de estado do ex-presidente Jimmy Carter. 

## Ficha técnica
- John Lennon – vocais, piano
- Klaus Voormann – baixo
- Alan White – bateria
- The Flux Fiddlers – cordas

## Gráficos
| Gráficos (1971–1972)                        | Pico |
| ------------------------------------------- | ---- |
| Australia (Go-Set National Top 40)          | 1    |
| Australia (Kent Music Report)               | 1    |
| Bélgica (Ultratop 50 de Flandres)           | 12   |
| Canadá (RPM Top Singles)                    | 1    |
| Canadá (RPM Adult Contemporary)             | 4    |
| Italy (Musica e dischi)                     | 3    |
| Japan (Oricon)                              | 14   |
| Países Baixos (Dutch Top 40)                | 6    |
| Países Baixos (Single Top 100)              | 5    |
| Noruega (VG-lista)                          | 6    |
| South Africa (Springbok Radio)              | 1    |
| Suíça (Schweizer Hitparade)                 | 5    |
| US Billboard Hot 100                        | 3    |
| US Easy Listening (Billboard)               | 7    |
| US Top Singles (Cash Box)                   | 2    |
| US Top Singles (Record World)               | 1    |
| Alemanha Ocidental (Official German Charts) | 18   |

| Gráfico (1975)                 | Pico |
| ------------------------------ | ---- |
| Irlanda (IRMA)                 | 1    |
| Suécia (Sverigetopplistan)     | 19   |
| Reino Unido (UK Singles Chart) | 6    |

| Gráfico (1981)                              | Pico |
| ------------------------------------------- | ---- |
| Australia (Kent Music Report)               | 43   |
| Áustria (Ö3 Austria Top 75)                 | 4    |
| Bélgica (Ultratop 50 de Flandres)           | 6    |
| Finland (Suomen virallinen lista)           | 16   |
| Irlanda (IRMA)                              | 1    |
| Países Baixos (Single Top 100)              | 5    |
| Nova Zelândia (Recorded Music NZ)           | 23   |
| Noruega (VG-lista)                          | 3    |
| Suíça (Schweizer Hitparade)                 | 2    |
| Reino Unido (UK Singles Chart)              | 1    |
| Alemanha Ocidental (Official German Charts) | 7    |

| Ano       | Gráfico (1986–2013)                   | Pico |
| --------- | ------------------------------------- | ---- |
| 1986      | US Top Rock Tracks (Billboard)[h]     | 20   |
| 1988      | Irlanda (IRMA)                        | 29   |
| 1988      | Reino Unido (UK Singles Chart)        | 45   |
| 1989      | Austrália (ARIA)                      | 21   |
| 1989      | Países Baixos (Single Top 100)        | 83   |
| 1990      | France (SNEP)                         | 88   |
| 1994      | França (SNEP)                         | 9    |
| 1999–2000 | Canada (Canadian Singles Chart)       | 10   |
| 1999–2000 | Irlanda (IRMA)                        | 3    |
| 1999–2000 | Itália (FIMI)                         | 12   |
| 1999–2000 | Países Baixos (Single Top 100)        | 56   |
| 1999–2000 | Espanha (PROMUSICAE)                  | 5    |
| 1999–2000 | Reino Unido (UK Singles Chart)        | 3    |
| 2007      | Canada (Hot Canadian Digital Singles) | 47   |
| 2007      | Países Baixos (Single Top 100)        | 37   |
| 2007      | Suíça (Schweizer Hitparade)           | 59   |
| 2007      | Reino Unido (UK Singles Chart)        | 75   |
| 2007      | US Hot Digital Songs (Billboard)      | 47   |
| 2008      | Australia (ARIA)                      | 94   |
| 2010      | Australia (ARIA)                      | 85   |
| 2010      | Áustria (Ö3 Austria Top 75)           | 66   |
| 2010      | Alemanha (Offizielle Deutsche Charts) | 94   |
| 2010      | Espanha (PROMUSICAE)                  | 49   |
| 2010      | Suécia (Sverigetopplistan)            | 46   |
| 2010      | Suíça (Schweizer Hitparade)           | 50   |
| 2012      | Espanha (PROMUSICAE)                  | 42   |
| 2012      | Reino Unido (UK Singles Chart)        | 18   |
| 2013      | Espanha (PROMUSICAE)                  | 44   |
| 2015      | França (SNEP)                         | 11   |
| 2015      | Países Baixos (Single Top 100)        | 67   |
| 2015      | Espanha (PROMUSICAE)                  | 40   |
| 2015      | Suíça (Schweizer Hitparade)           | 61   |
| 2016      | França (SNEP)                         | 169  |

| Gráfico (1971)               | Posição |
| ---------------------------- | ------- |
| Canada Top Singles (RPM)     | 15      |
| Netherlands (Dutch Top 40)   | 67      |
| Netherlands (Single Top 100) | 82      |

| Gráfico (1972)                 | Posição |
| ------------------------------ | ------- |
| Australia (Kent Music Report)  | 19      |
| Japan (Oricon)                 | 98      |
| South Africa (Springbok Radio) | 5       |

| Gráfico (1981)                 | Posição |
| ------------------------------ | ------- |
| Belgium (Ultratop 50 Flanders) | 86      |
| Netherlands (Dutch Top 40)     | 70      |
| Netherlands (Single Top 100)   | 73      |

| Gráfico (1999)   | Posição |
| ---------------- | ------- |
| UK Singles (OCC) | 65      |

| Gráfico (1980–1989) | Posição |
| ------------------- | ------- |
| UK Singles (OCC)    | 25      |

| Gráfico (1952–2013) | Posição |
| ------------------- | ------- |
| UK Singles (OCC)    | 19      |

## Certificações e vendas
| Região | Certificação | Vendas     |
| --- | ------------ | ---------- |
| Brasil (Pro-Música Brasil)                                                                                                | Platina      | 60,000‡    |
| Dinamarca (IFPI Danmark)                                                                                                  | Ouro         | 45,000‡    |
| Alemanha (BVMI) | Ouro         | 250,000‡   |
| Itália (FIMI) Vendas desde 2009                                                                                           | Platina      | 50,000‡    |
| Japão | —            | 118,000    |
| Nova Zelândia (RMNZ) | 2x Platina   | 60,000‡    |
| África do Sul | —            | 25,000     |
| Espanha (PROMUSICAE) | Platina      | 60,000‡    |
| Reino Unido (BPI) Lançamento de 1975                                                                                      | Platina      | 1,000,000^ |
| Reino Unido (BPI) Lançamento de 2007                                                                                      | 2x Platina   | 1,200,000‡ |
| Estados Unidos (RIAA) | 3x Platina   | 3,000,000‡ |
| - ^ Números de remessas baseados apenas na certificação. - ‡ Números de vendas+streaming baseados apenas na certificação. |              |            |

#### Documentários
- Yoko Ono, Phil Spector (Producers) (2000). Gimme Some Truth – The Making of John Lennon's "Imagine" (DVD). Capitol. ASIN B000AYELY2
- Andrew Solt (Director) (2005). Imagine: John Lennon (DVD). Warner Home Video. ASIN 6305847118